# Маутерндорф (замок)
Маутерндорф (нем. Burg Mauterndorf) — средневековый замок на высоком скалистом холме в коммуне Маутерндорф, в округе Тамсвег, в федеральной земле Зальцбург, Австрия. По своему типу относится к замкам на вершине.

## История

### Ранний период
Есть косвенные свидетельства, что ещё в 326 году на месте сегодняшнего замка на вершине холма существовал римский форт, который защищал проходившую через долину дорогу. Возможно, здесь же размещалась официальная резиденция имперского провинциального наместника. В эпоху Великого переселения народов укрепление было разрушено и заброшено.

### Средние века
Как видно из акта дарения, который в 1002 году выпустил император Священной римской империи Генрих II, повсеместно была сформирована «система сбора налогов и пошлин». На месте замка располагался такой центр, созданный для окрестных земель.
Непосредственно замок впервые упоминается в документах в 1253 году. Не позднее этого времени была возведена цитадель. С тех пор крепость позволяла держать под контролем важный путь, который позволял пройти через перевал Радштэдтер Тауэрн. Этот маршрут почти полностью повторял старую римскую дорогу.
В XV веке по инициативе архиепископа Леонхарда фон Койчаха и настоятеля кафедрального собора в Зальцбурге Буркхарда фон Вайсприаха замковый комплекс расширили и реконструировали. Здесь на протяжении столетий существовал административный центр, где решались вопросы сбора пошлин и налогов, а также вершился суд. Причём замок принадлежал не светским властям, а католической епархии.

### Эпоха Ренессанса
В XVI веке замок утратил прежнее военное значение. Укрепления не ремонтировались и постепенно ветшали. К XVIII веку комплекс пришёл в упадок и оказался почти заброшен.

### XIX век
В 1806 году комплекс Маутерндорф стал государственной собственностью.
В 1894 году военный врач из Берлина Херманн Эпенштайн приобрёл у местных властей замок в личную собственность. Этот человек спас сооружение от превращения в руины. Он начал постепенно приводить все постройки в порядок.

### XX век
Отец Эпенштейна был по происхождению евреем, но сменил веру и крестился в католичество. Херманн Эпенштайн стал гражданином Австрии в 1909 году и после завершения Первой мировой войны постоянно проживал в Маутерндорфе. В знак признания заслуг в спасении исторического памятника император Франц Иосиф I посвятил даровал 8 августа 1910 года бывшему берлинцу титул дворянина.
Херманн был богатым человеком и одновременно стал близким другом Эрнста Генриха Геринга, отца Германа Геринга, будущего соратника Адольфа Гитлера. Эпенштайн выступил в роли крёстного отца всех детей Эрнста Генриха Геринга (в том числе и противника нацизма Альберта Геринга). Поэтому нередко один из самых влиятельных лидеров нацистской Германии, а также члены его семьи, бывали в гостях в замке Маутерндорф. При этом Альберт Геринг, младший брат Германа, провёл в замковой резиденции почти всё своё детство. А Герман после провала Пивного путча в 1923 году скрывался в Маутерндорфе у Эпенштайна.
После смерти Эпенштайна его вдова решила продать замок Герману Герингу. Правда, этот факт позднее привёл к юридическим проблемам. Дело в том, что Геринг никогда не делал необходимой записи в специальной Земельной книге и тем более не ставил там подписи. В конце апреля 1945 года Герман Геринг хотел даже пытался сделать замок местом своего убежища, но, опасаясь приближающейся Красной Армии, остановился на замке Фишхорн (где и был арестован американскими солдатами).
После окончание Второй мировой войны решение вопроса о том, кому должен принадлежать замок, затянулось на долгие годы, так как родственники Геринга начали судебные тяжбы. Лишь в 1966 году представители родни нацистского преступника согласились подписать документы о передаче Маутерндорфа в собственность Австрийской Республике. С 1968 года комплекс юридически стал принадлежать федеральной земле Зальцбург. С 1979 по 1982 год была проведена реставрация комплекса. Работы обошлись а 20 миллионов австрийских шиллингов (примерно 1,5 миллиона евро).

## Современное использование
В замке находится Ландшафтный музей региона Лунгау. Экспозицию изначально готовил режиссёр Вернфрид Гаппмайер, трагически погибший в 1997 году во время Бойни в Маутерндорфе. Крое того, здесь функционируе ресторан. Ряд помещений преобразован в «замок впечатлений», в котором имитируется повседневная жизнь обитателей резиденции в прежние века. В XXI веке комплекс превратился в место проведения различных международных научных конференций.

## В массовой культуре
- В 2008 году замок стал площадкой для съёмок фильма-сказки «Спящая красавица[нем.]» в немецко-австрийском сериале «Жемчужины сказок» телекомпании ZDF.
- Изображение замка украшает оборотную сторону банкноты 50 австрийских шиллингов, выпущенных в обращение в 1956 году.

## Галерея

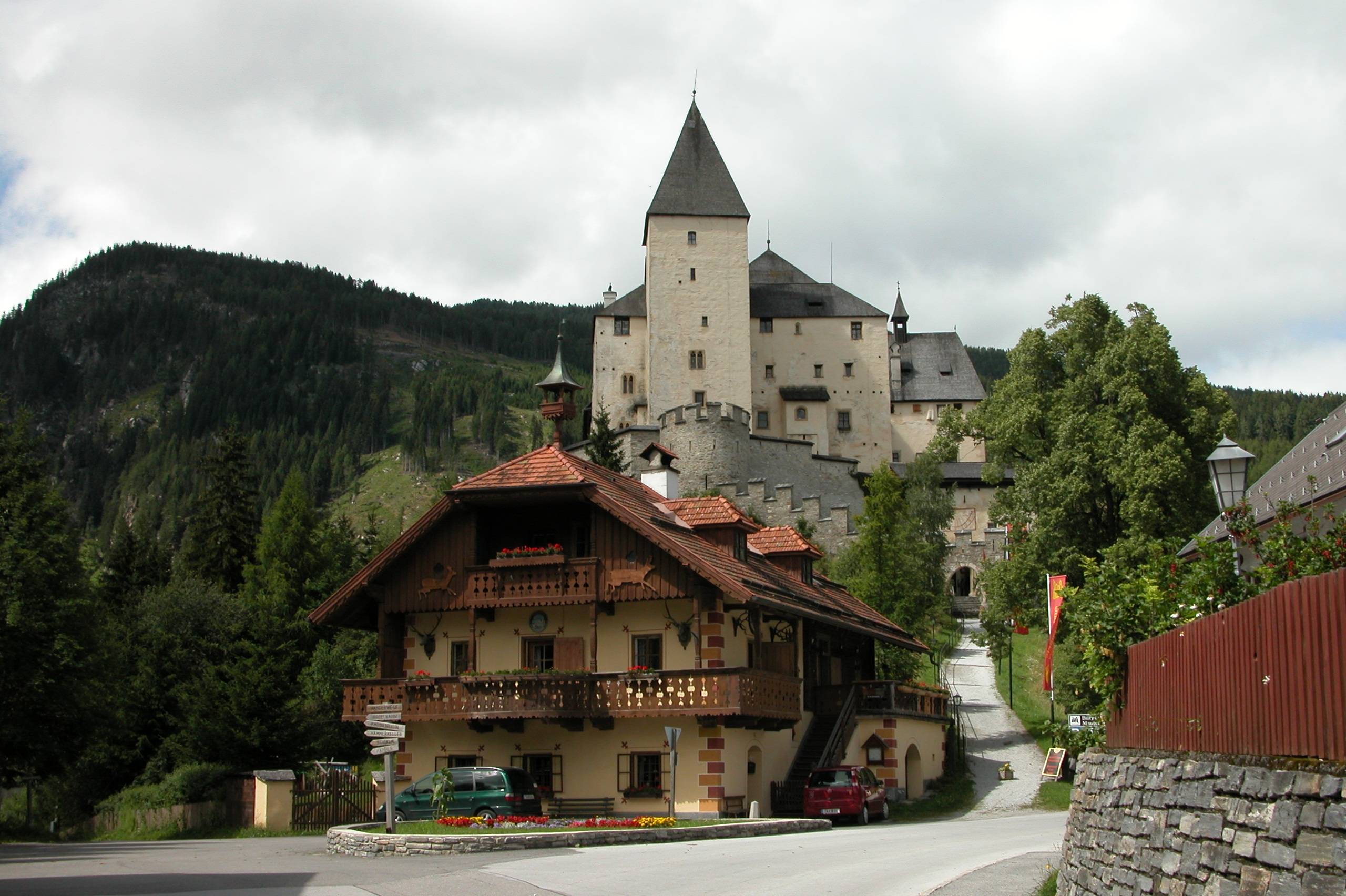
Вид замка со стороны деревни
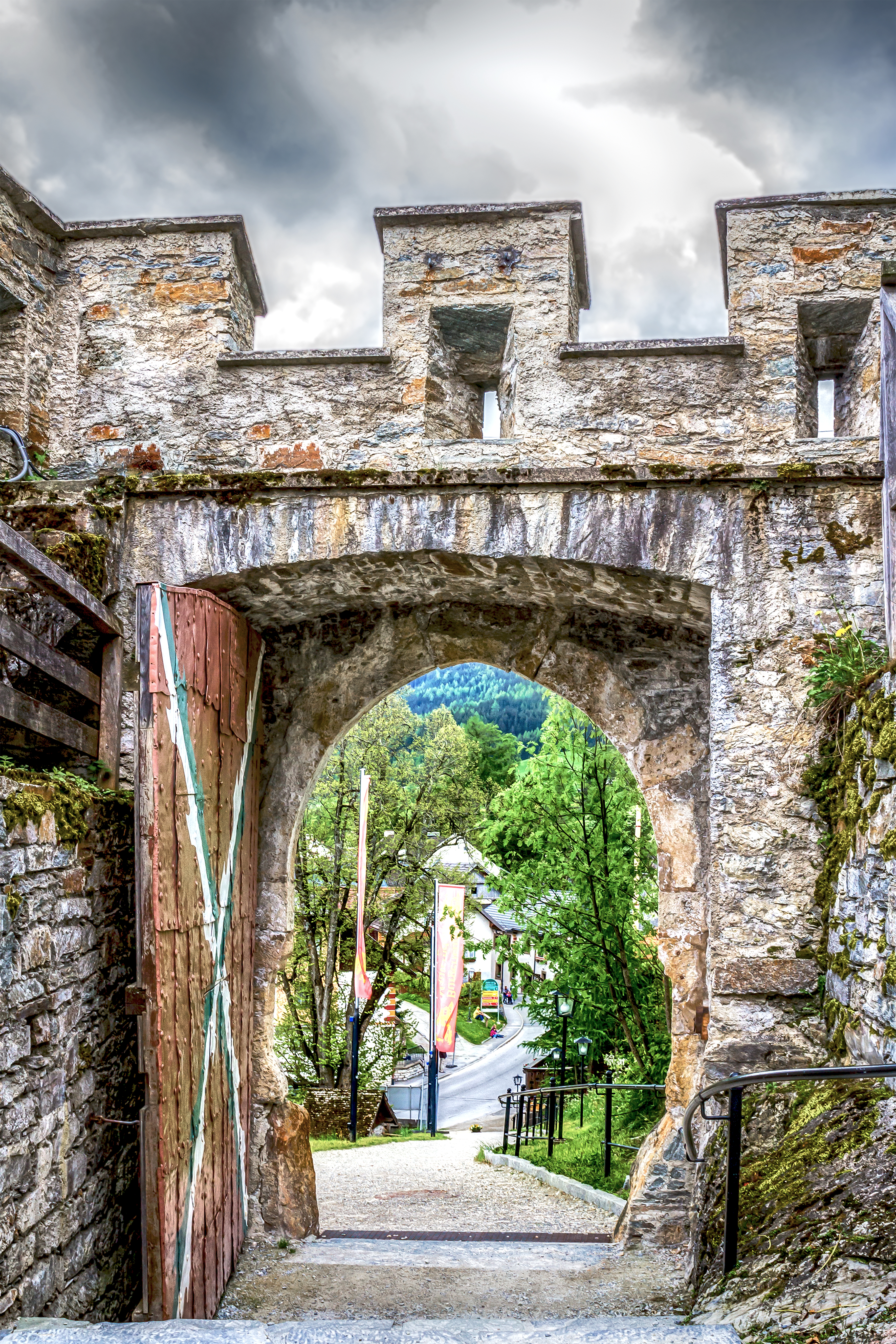
Ворота замка
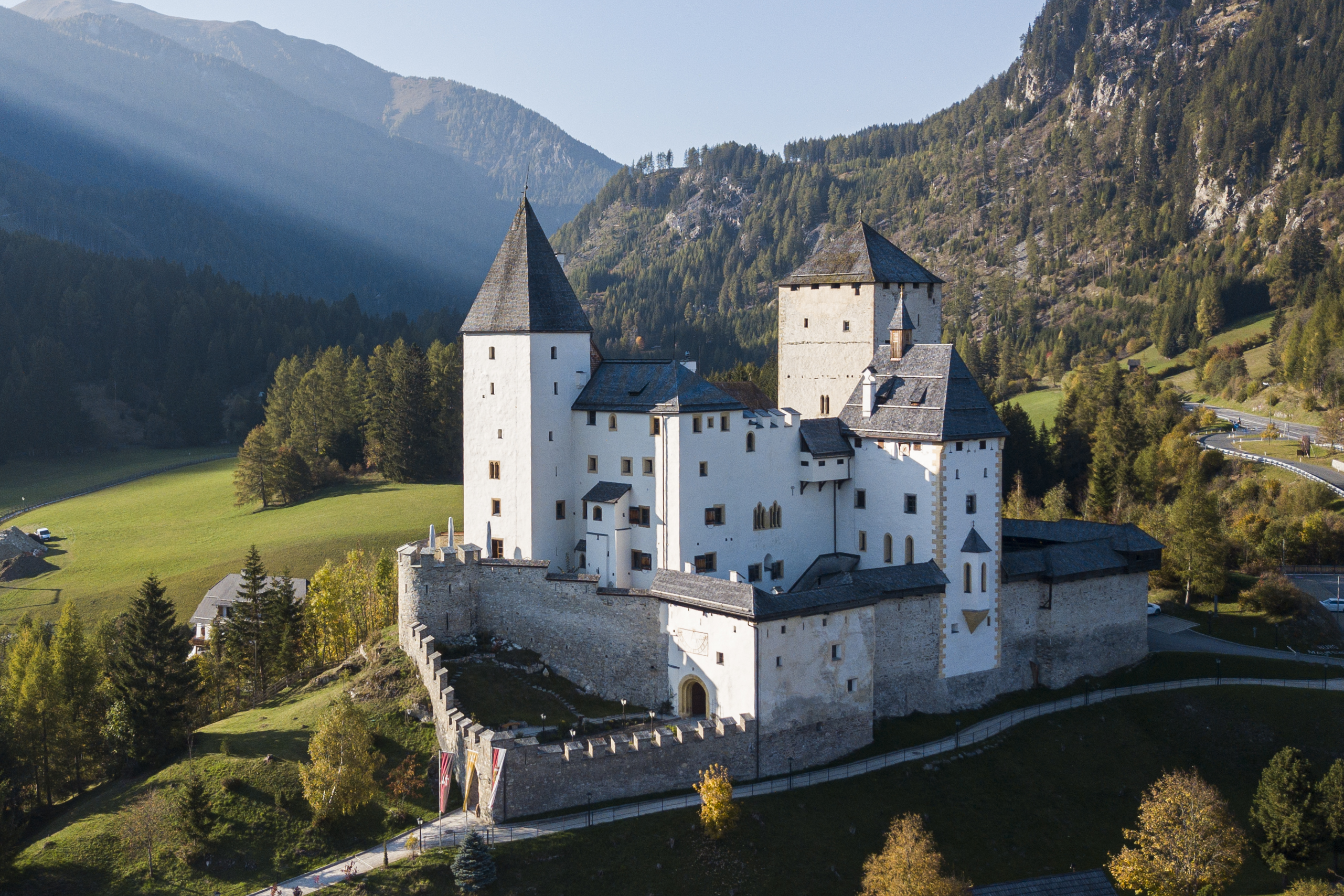
Замок на фоне гор
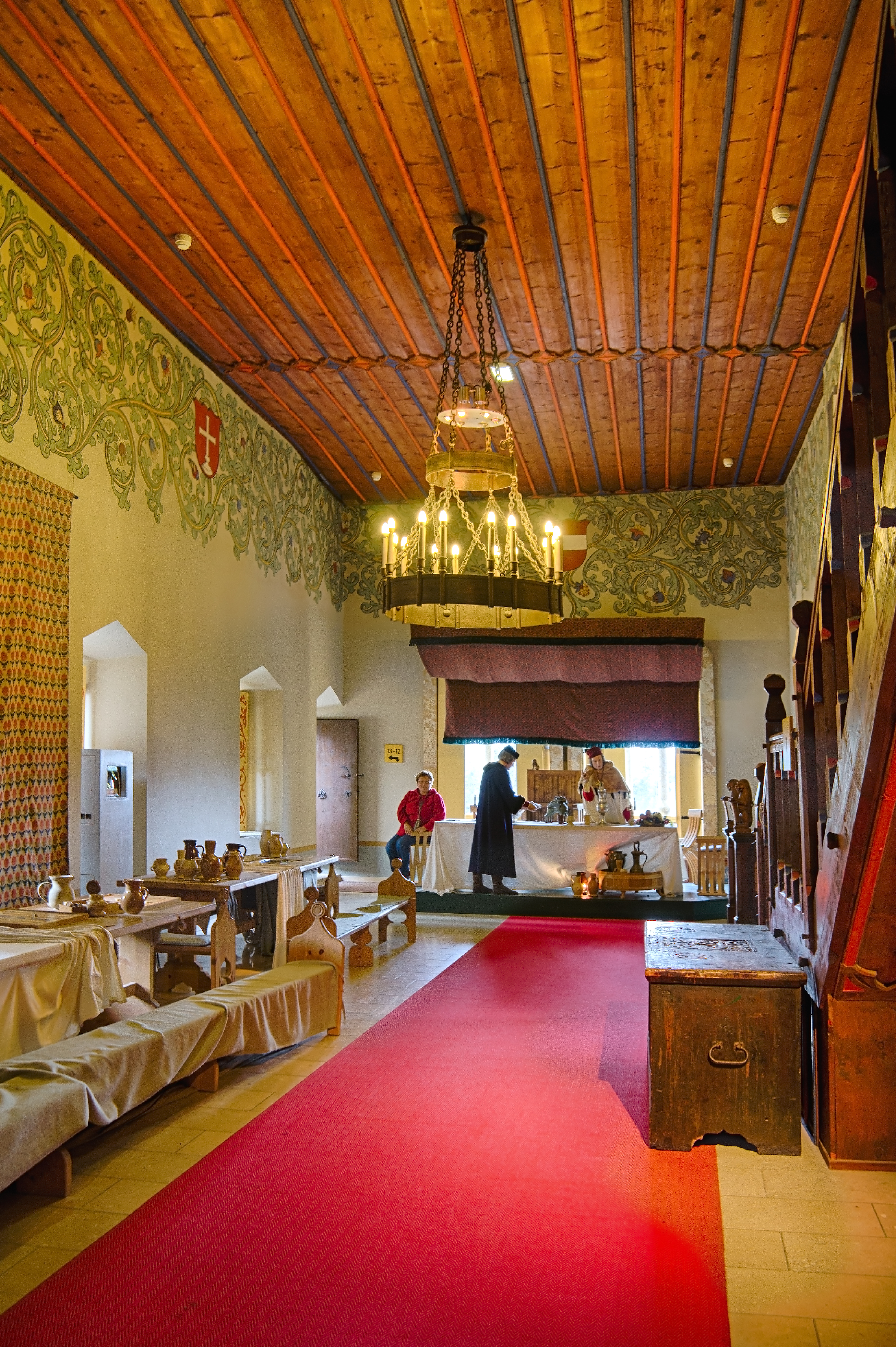
Одно из помещений внутри замка
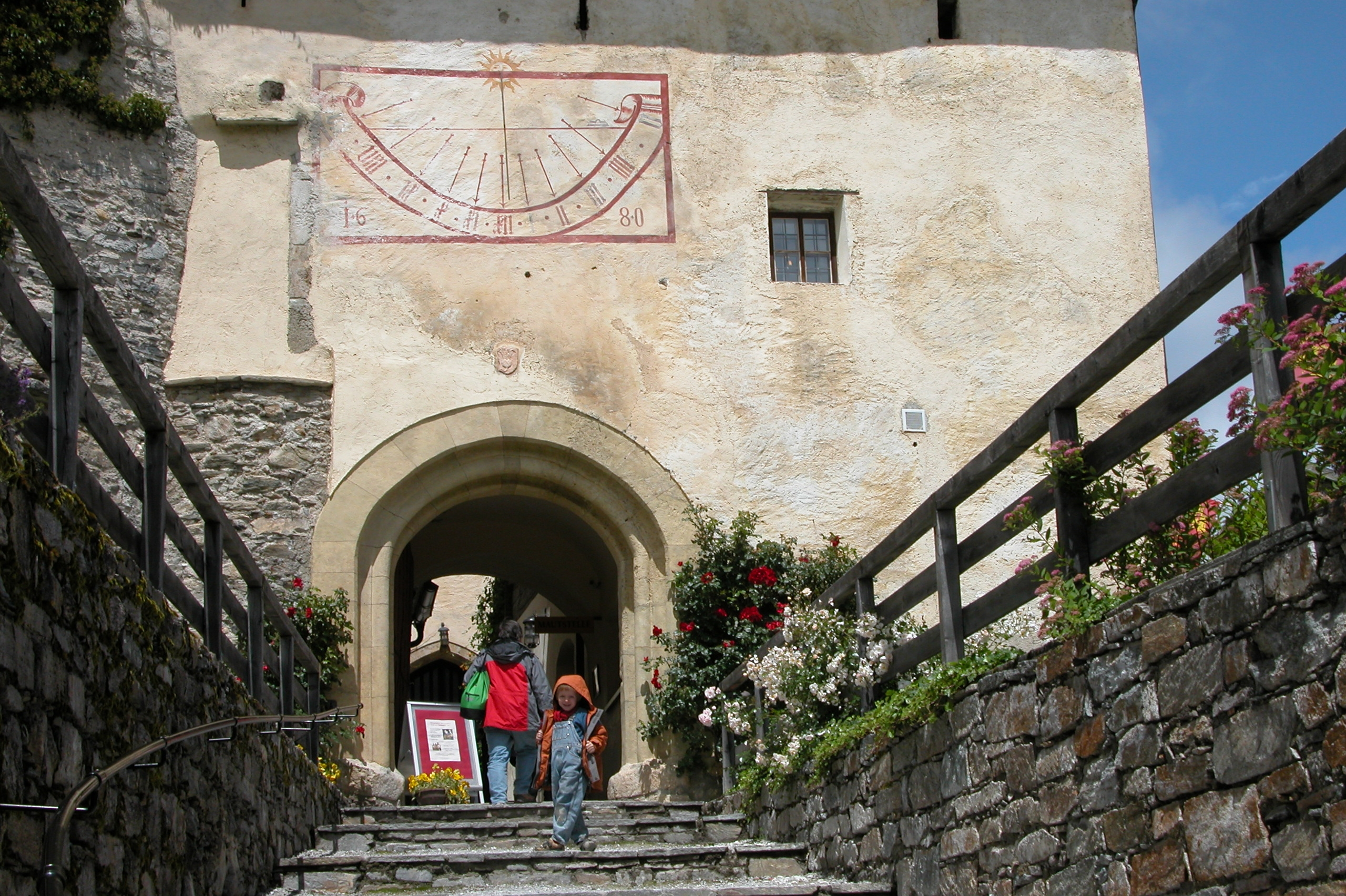
Вход в замок